# Srdjan Klarić
Srdjan Klarić (* 22. Juli 1972) ist ein deutscher Basketballfunktionär und -trainer bosnischer Abstammung.

## Werdegang
Klarić, der sich 1997 im Nordwesten Niedersachsens niederließ, war lange Trainer bei der TSG Westerstede und anschließend auch im Nachwuchsbereich der EWE Baskets Oldenburg. Ab 2007 war er Co-Trainer der Oldenburger Mannschaft in der Nachwuchs-Basketball-Bundesliga. Er wurde 2008 unter Predrag Krunić Assistenztrainer der Oldenburger Bundesliga-Mannschaft und trug in diesem Amt zum Gewinn des deutschen Meistertitels 2009 bei. Klarić war bis 2012 Oldenburger Assistenztrainer.
2015 kehrte er zu den EWE Baskets Oldenburg zurück und trat am 1. Mai 2015 bei dem Bundesligisten die Stelle des Sportlichen Leiters an.